# WEB (linguaggio)
In informatica, il WEB è un linguaggio di programmazione creato da Donald Knuth. Il WEB è la prima implementazione del paradigma di programmazione letteraria (literate programming), ovvero la combinazione di codice sorgente e documentazione in modo da ottenere un risultato che sia leggibile come un lavoro letterario.  
Un file sorgente WEB è strutturato come un file di documentazione in formato TeX inframmezzato da codice in Pascal. Un sorgente WEB può essere elaborato in due modi: dal programma TANGLE, che produce un sorgente Pascal compilabile e dal programma WEAVE, che produce la documentazione in formato TeX. Il sorgente WEB può anche essere convertito in C tramite il programma Web2C, in modo da sfruttare la maggiore diffusione dei compilatori C rispetto ai compilatori Pascal.
Esistono versioni di WEB anche per altri linguaggi di programmazione. CWEB è la versione di WEB per il linguaggio C, mentre noweb è una versione di WEB indipendente dal linguaggio di programmazione.
Il più importante programma scritto in WEB è il compilatore TeX.